# Acolo unde nu mai e trotuar
Acolo unde nu mai e trotuar (în engleză, Where the Sidewalk Ends) este un volum de poezii pentru copii scris de Shel Silverstein⁠(en)[traduceți]. Cartea poartă numele uneia dintre poeziile din ea. Cartea a fost inclusă de către National Education Association în lista celor mai bune 100 de cărți pentru copii.